# Samuelu Teo
Samuelu Teo (ur. 24 listopada 1957, zm. 13 listopada 2024) – polityk państwa Tuvalu.
Syn pierwszego gubernatora generalnego Tuvalu po uzyskaniu przez kraj niepodległości, Fiatau Penitala Teo. Od stycznia 2021 do 28 września 2021 pełnił obowiązki gubernatora generalnego Tuvalu, tj. do czasu wyboru jego następcy Tofiga Vaevalu Falani. We wrześniu 2019 został przewodniczący parlamentu Tuvalu, pełnił tę funkcję do 2024.